# Saint Jacques le Majeur et le magicien Hermogène
Saint Jacques le Majeur et le magicien Hermogène (ou Saint Jacques et le magicien) est un tableau du troisième quart du XVIe siècle attribué à un suiveur de Jérôme Bosch et conservé au musée des beaux-arts de Valenciennes.

## Description

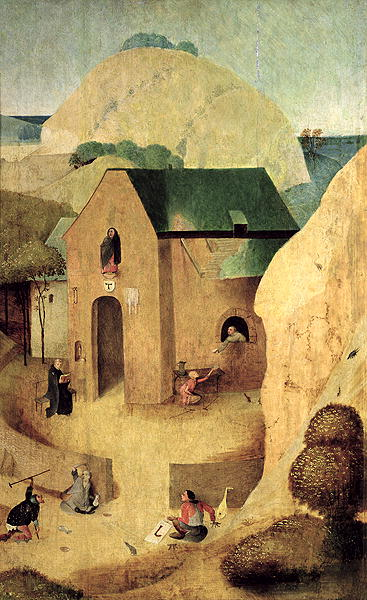
Revers du panneau représentant Un Prieuré antonin.

Le panneau, dont les deux côtés sont peints à l'huile, mesure 62 cm de haut sur 41,5 cm de large.
L'avers représente deux épisodes d'un passage de La Légende dorée racontant la confrontation entre saint Jacques le Majeur et le magicien Hermogène. Au premier plan, Hermogène, trônant sous un dais, convoque les démons et leur ordonne de capturer Jacques. Ce dernier est visible au second plan, derrière un ange qui vient de maîtriser les serviteurs démoniaques du magicien.
Le revers montre un prieuré antonin, reconnaissable au tau du blason surmontant son portail. On y voit un moine assis en train de lire ainsi que quatre mendiants. Deux d'entre eux, estropiés, se battent à l'extérieur de l'enclos du prieuré tandis qu'un autre infirme reçoit l'aumône qu'un second moine lui tend par la fenêtre du bâtiment. Au XIXe siècle, Arthur Dinaux a proposé d'identifier le lieu ainsi représenté au prieuré antonin de Havré, près de Mons.

## Historique
Une analyse dendrochronologique réalisée en 2000-2001 a démontré que le panneau a été réalisé après 1515. Le fait que ses deux côtés soient peints permet d'y voir un volet isolé d'un polyptyque. Probablement exécuté pour un établissement de l'ordre de Saint-Antoine, ce retable a été démembré entre les XVIe et XVIIIe siècles.
Avant la Révolution française, le tableau appartient au duc de Croÿ, qui l'a accroché dans son château de l'Hermitage, à Condé-sur-l'Escaut. Le duc ayant émigré en 1792, le château, son mobilier et ses richesses artistiques sont saisis en 1796. Ces dernières rejoignent alors le musée établi par un décret de la Convention nationale au chef-lieu de district, Valenciennes.

## Attribution

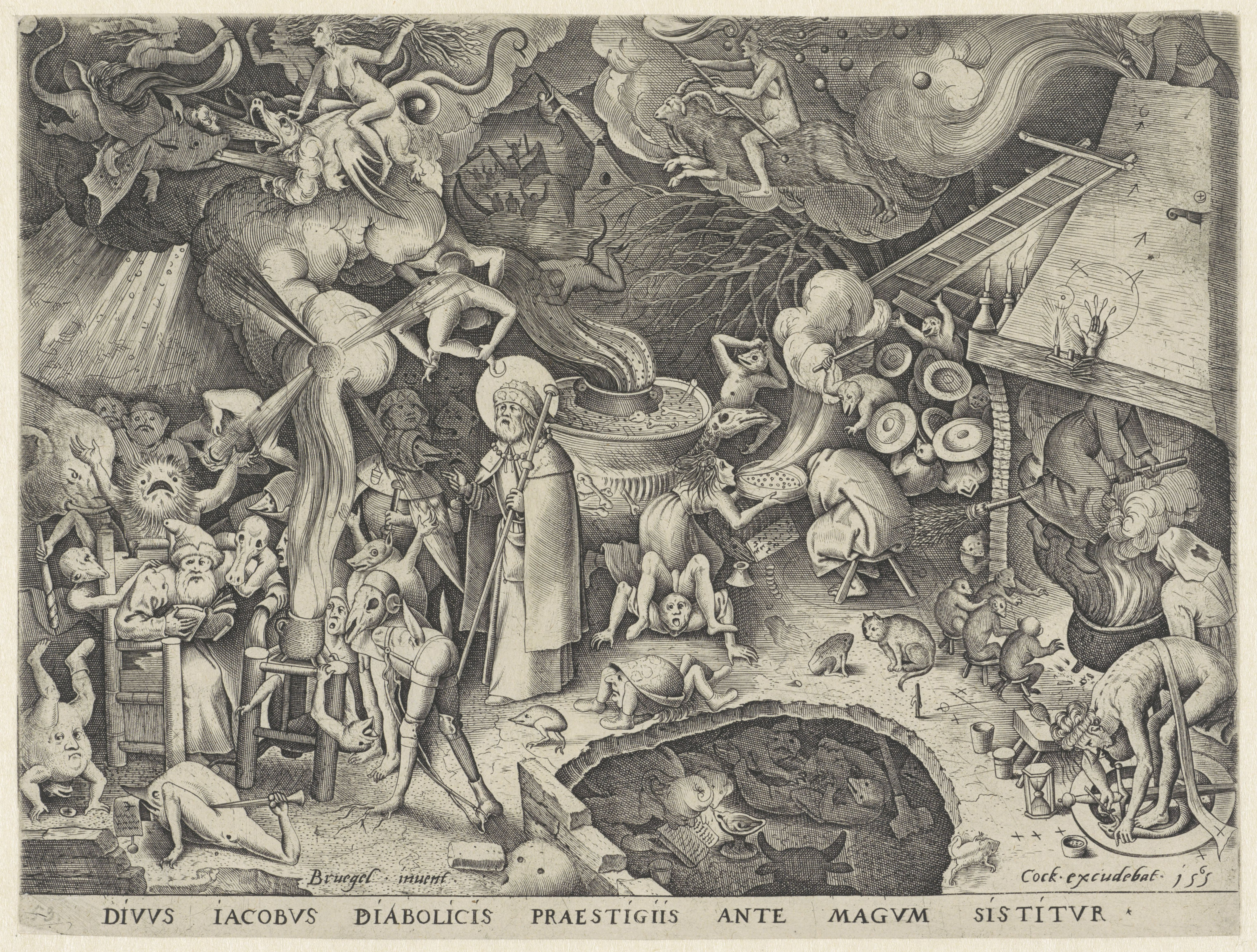
Divus Iacobus diabolicis praestigiis ante magum sistitur, gravure de Pieter van der Heyden d'après Pieter Brueghel l'Ancien, Anvers, Jérôme Cock, 1565.

Jusqu'au milieu du XIXe siècle, le panneau double-face de Valenciennes est catalogué comme une œuvre de Pieter Brueghel l'Ancien. Souvent confondu avec une Tentation de saint Antoine,, le côté représentant la légende de saint Jacques et Hermogène est correctement identifié avant 1882 par François Nicolle, qui y reconnaît des éléments iconographiques d'une gravure réalisée sur ce thème par Pieter van der Heyden d'après Brueghel l'Ancien.
En 1852, Louis Clément de Ris est le premier à proposer d'attribuer à Bosch le panneau de Valenciennes. Mise en doute dès 1898 par Hermann Dollmayr, qui estime que l'auteur du tableau appartient aux suiveurs de Bosch, puis en 1914 par Paul Lafond, qui y voit la main de Pieter Huys, l'hypothèse de Clément de Ris est appuyée par Max J. Friedländer en 1927 mais rejetée par Ludwig von Baldass en 1943.

### Le Maître du panneau double-face de Valenciennes
En 1980, Gerd Unverfehrt suit Charles de Tolnay en avançant que l'auteur du panneau serait un suiveur de Bosch actif à Leyde ou à Haarlem dans les années 1500-1510.
En 2004, Frédéric Elsig estime que le « Maître du panneau double-face de Valenciennes » aurait été actif à Anvers durant les années 1560. Il fonde cette hypothèse sur le rapprochement des morphologies caricaturales du tableau avec celles des œuvres de Brueghel l'Ancien et de Van der Heyden, mais aussi sur un détail, déjà repéré par Dinaux, qui pourrait représenter une pipe (fumée par le petit démon assis aux pieds du magicien), objet utilisé en Europe à partir des années 1560. Cette datation est compatible avec celle proposée par Jos Koldeweij, qui place la réalisation du panneau entre les années 1550 et 1575.
Le même artiste est l'auteur de l'Ecce homo du Philadelphia Museum of Art, réalisé après 1555 (selon une analyse dendrochronologique) et dont une version de moindre qualité est conservée au Musée d'art d'Indianapolis. Outre un style caractérisé notamment par des visages caricaturaux aux regards exorbités, de nombreux détails se retrouvent dans les trois tableaux, tels que la bannière représentant un insecte ou la pointe en bulbe des turbans. Le maître du panneau double-face de Valenciennes semble également avoir réalisé une Flagellation conservée à la Galerie nationale d'Irlande ainsi qu'un Saint Christophe appartenant à une collection particulière madrilène et qui a pu être peint vers 1570.

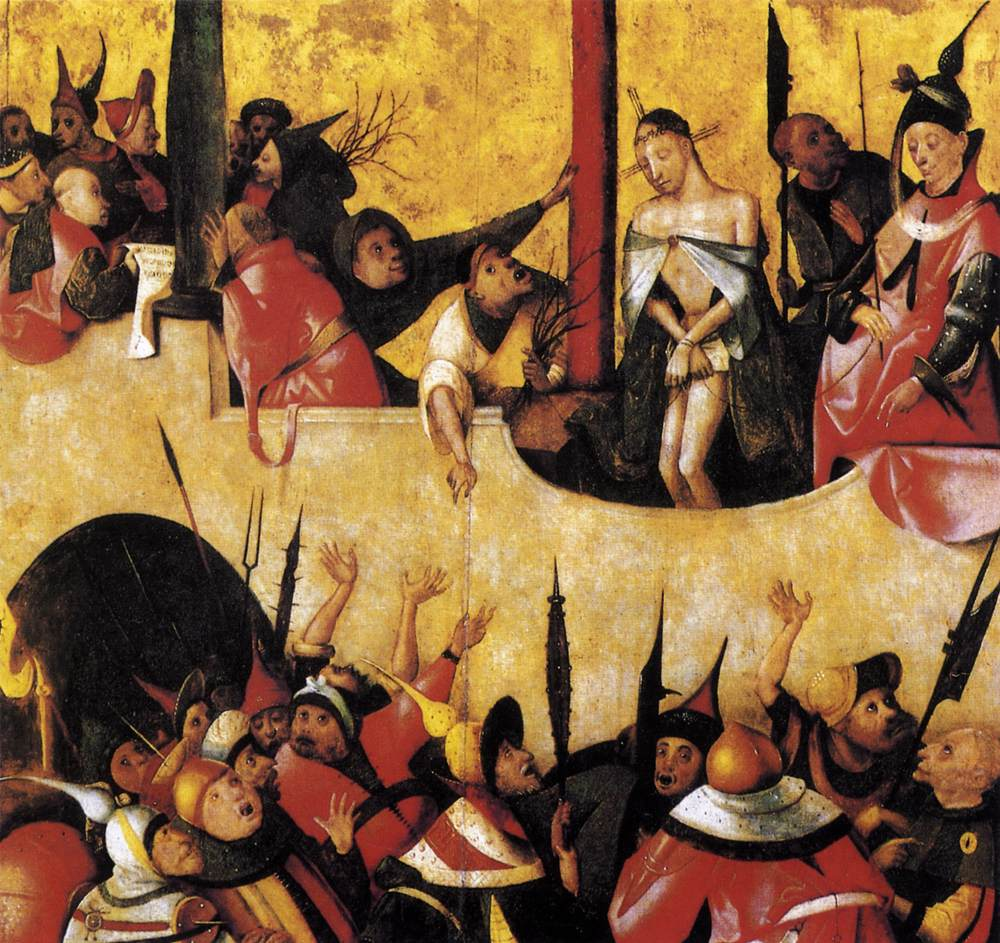
Ecce homo, après 1555, Philadelphia Museum of Art.
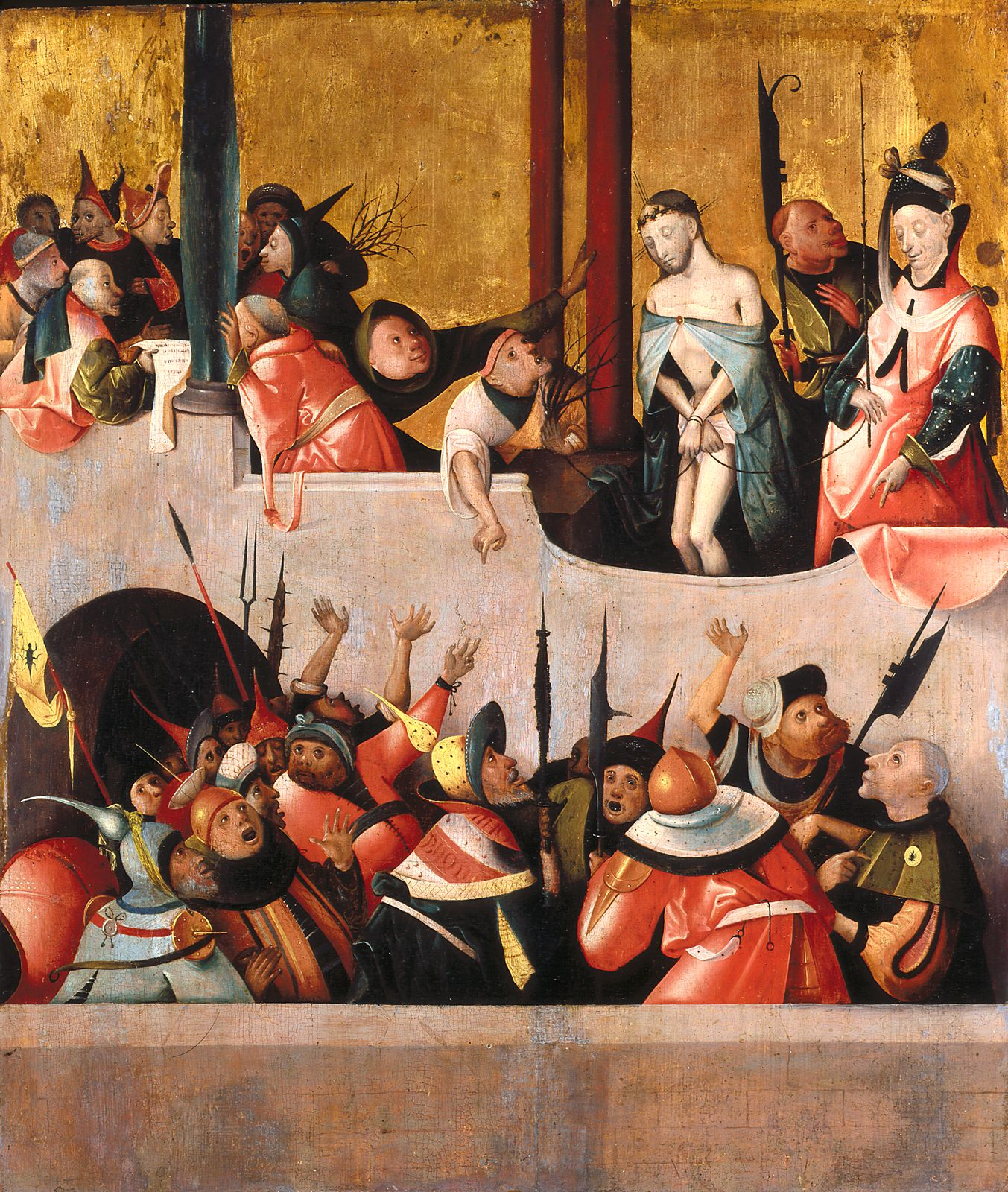
Version d'Indianapolis.
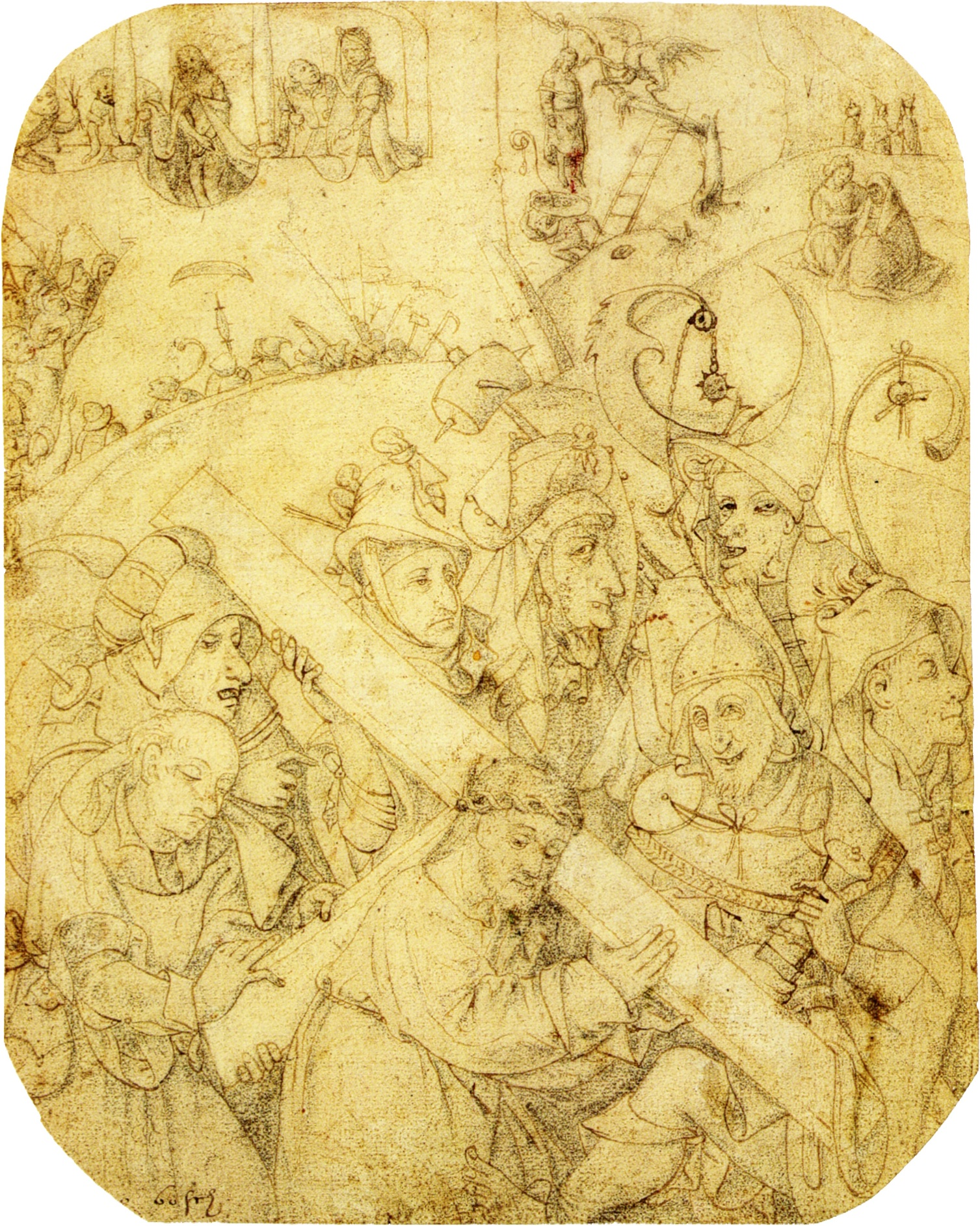
Portement de Croix, Sacramento, Crocker Art Museum.
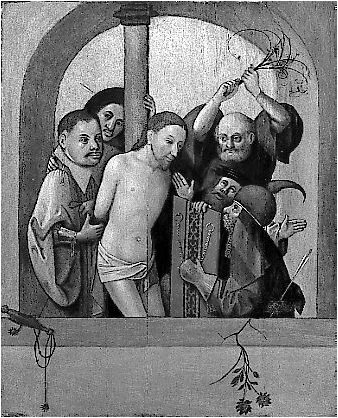
Flagellation, Galerie nationale d'Irlande.
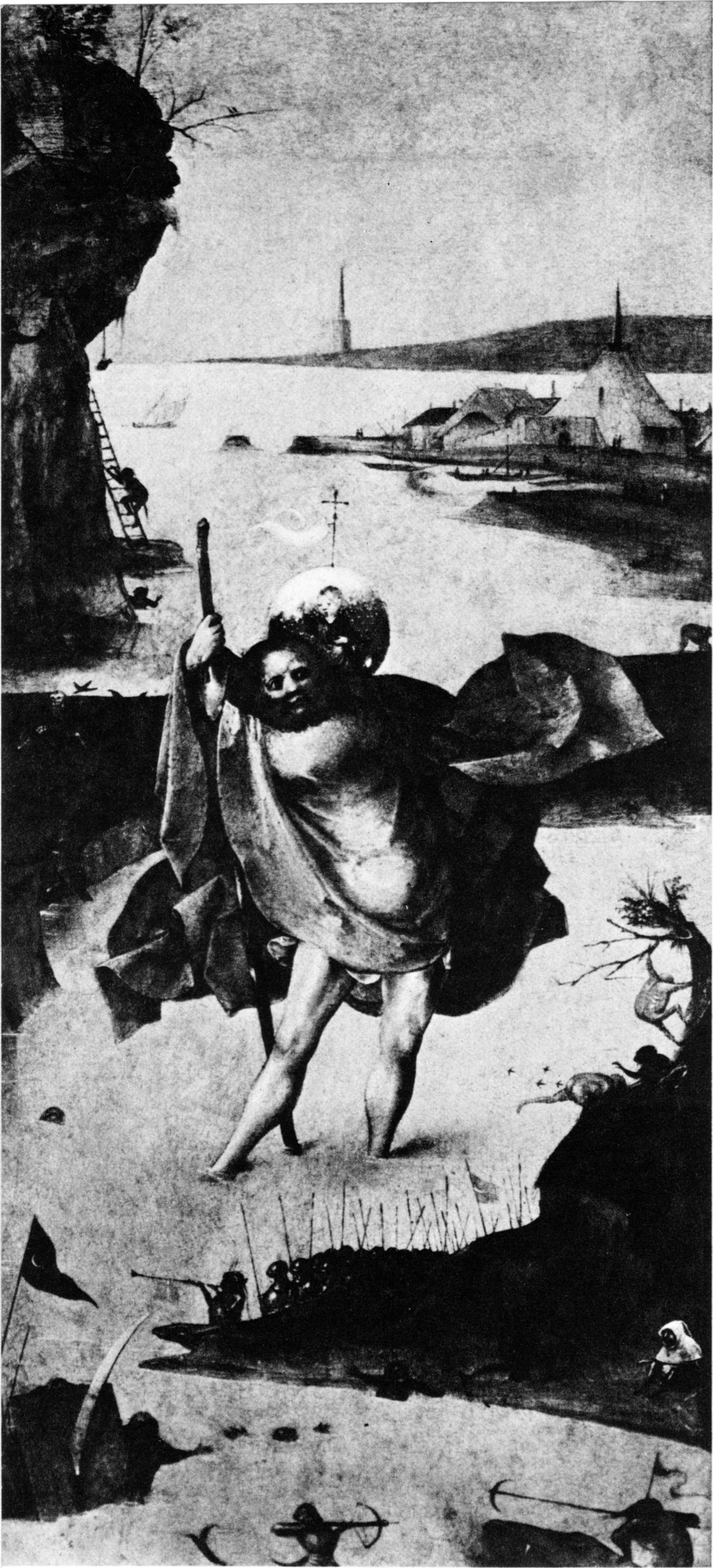
Saint Christophe, Madrid, collection privée.